# Ken Baumgartner
Kenneth James „Ken“ Baumgartner (* 11. März 1966 in Flin Flon, Manitoba) ist ein ehemaliger schweizerisch-kanadischer Eishockeyspieler und -trainer, der im Verlauf seiner aktiven Karriere zwischen 1983 und 1999 unter anderem annähernd 750 Spiele für die Los Angeles Kings, New York Islanders, Toronto Maple Leafs, Mighty Ducks of Anaheim und Boston Bruins in der National Hockey League (NHL) auf der Position des linken Flügelstürmers bzw. Verteidigers bestritten hat. Baumgartner verkörperte den Spielertyp des Enforcers.

## Karriere
Baumgartner war während seiner Juniorenzeit zunächst in der Saison 1982/83 für die Swift Current Broncos in der Saskatchewan Junior Hockey League (SJHL). Anschließend spielte er drei Jahre für die Prince Albert Raiders in der Western Hockey League (WHL). Mit den Raiders gewann der damals als Verteidiger eingesetzte Spieler im Jahr 1985 den prestigeträchtigen Memorial Cup. Im selben Jahr wurde er im NHL Entry Draft 1985 in der zwölften Runde an 245. Stelle von den Buffalo Sabres aus der National Hockey League (NHL) ausgewählt. Noch während seiner Juniorenzeit wurde Baumgartner jedoch im Januar 1986 gemeinsam mit Sean McKenna und Larry Playfair im Tausch für Brian Engblom und Doug Smith zu den Los Angeles Kings transferiert.
Seine erste Profisaison begann der Enkel Schweizer Auswanderer dennoch nicht in der Organisation der Kings, sondern beim Schweizer Nationalligisten EHC Chur. Erst im Verlauf der Saison 1986/87 kehrte Baumgartner in die Vereinigten Staaten zurück und beendete die Spielzeit bei Los Angeles’ Farmteam, den New Haven Nighthawks, in der American Hockey League (AHL). Dort war er auch in den folgenden Monaten aktiv, ehe er am 4. Januar 1988 als erster Spieler mit Schweizer Pass eine Partie in der NHL absolvierte. Zwei Monate später, am 19. März 1988, erzielte er gegen die Detroit Red Wings sein erstes Tor. In der Folge etablierte sich Kanadier im NHL-Aufgebot der Kings, allerdings wurde er Ende November 1989 gemeinsam mit Hubie McDonough an die New York Islanders abgegeben. Im Gegenzug wechselte der Finne Mikko Mäkelä nach Los Angeles. Bei den Islanders spielte Baumgartner zweieinhalb Jahre bis zum März 1992, bevor er abermals Teil eines Transfergeschäfts war. Zusammen mit  Dave McLlwain wurde er zu den Toronto Maple Leafs geschickt, während diese Daniel Marois und Claude Loiselle dafür abgaben.
Bei den Maple Leafs war Baumgartner in der Folge vier Jahre lang aktiv und wurde während dieser Zeit im Jahr 1994 zum Vizepräsident der Spielergewerkschaft National Hockey League Players’ Association (NHLPA) gewählt und maßgeblich an der Beilegung des ersten NHL-Lockout in der Saison 1994/95 beteiligt. Nach der Wiederaufnahme des Spielbetriebs verletzte er sich jedoch schwer an der Schulter, sodass er im Saisonverlauf nur zwei Partien absolvierte. Im März 1996 wechselte der inzwischen als Flügelstürmer eingesetzte Enforcer im Tausch für eine Viertrunden-Wahlrecht im NHL Entry Draft 1996 zu den Mighty Ducks of Anaheim. Nachdem er dort im Anschluss an die Spielzeit 1996/97 keinen neuen Vertrag erhalten hatte, schloss sich Baumgartner im Juli 1997 als Free Agent den Boston Bruins an. Dort beendete der 33-Jährige im Sommer 1999 seine aktive Karriere und wurde anschließend für ein Jahr in der Position eines Assistenztrainers bei den Bruins angestellt.

## Erfolge und Auszeichnungen
- 1984 WHL Scholastic Player of the Year
- 1985 Memorial-Cup-Gewinn mit den Prince Albert Raiders

## Karrierestatistik
(Legende zur Spielerstatistik: Sp oder GP = absolvierte Spiele; T oder G = erzielte Tore; V oder A = erzielte Assists; Pkt oder Pts = erzielte Scorerpunkte; SM oder PIM = erhaltene Strafminuten; +/− = Plus/Minus-Bilanz; PP = erzielte Überzahltore; SH = erzielte Unterzahltore; GW = erzielte Siegtore; 1 Play-downs/Relegation; Kursiv: Statistik nicht vollständig)